# Бурич, Саво
Саво Бурич (серб. Саво Бурић; 11 января 1915, Загреда — 16 июня 1963, Белград) — югославский военачальник, участник Народно-освободительной войны Югославии, генерал-лейтенант Югославской народной армии и Народный герой Югославии.

## Биография
Родился 11 января 1915 года в Загреде близ Даниловграда в бедной крестьянской семье. Окончил начальную школу в Даниловграде и среднюю школу в Цетине. Поступил на юридический факультет Белградского университета, вступил в революционное студенческое движение. В партию был принят в 1939 году.
В 1941 году Саво вступил в партизанское антифашистское движение Белграда, участвовал в подготовке черногорского антифашистского бунта. В первых боях проявил себя как храбрый боец, после чего был назначен командиром роты Ловченского партизанского батальона. После формирования Черногорско-Санджакского партизанского отряда Бурич вошёл в его состав, 21 декабря 1941 возглавил роту в 1-м Ловченском батальоне 1-й пролетарской ударной бригады.
В августе 1942 года Саво возглавил 1-й Ловченский батальон, в июле 1943 года принял командование 5-й пролетарской черногорской ударной бригадой, в сентябре того же года уже возглавляя 2-ю далматинскую ударную бригаду. Позднее руководил 4-й пролетарской черногорской ударной бригадой, в июле 1944 года был назначен командиром 3-й ударной дивизии.
После войны продолжил службу в Югославской народной армии, окончил Высшую военную академию, занимал несколько должностей. Звание подполковника получил 1 мая 1943 после указа об официальном введении офицерских званий в армии. В октябре 1944 получил звание полковника, 22 декабря 1944 — генерал-майора, а в 1947 году и звание генерал-лейтенанта.
Скончался 16 июня 1963 года в Белграде. Похоронен на Аллее Народных героев на Новом кладбище в Белграде. Награждён рядом орденов Югославии: помимо звания и ордена Народного героя (получил их 20 декабря 1951) носил ордена Партизанской памяти 1941 года, ордена Военного флага, Партизанской Звезды и другие.